# Elitserien i baseboll 1965
Elitserien i baseboll 1965 var den för 1965 års säsong högsta serien i baseboll i Sverige. Det var den tredje gången som Elitserien i baseboll spelades, men korade ingen officiell svensk mästare, segraren blev dock riksmästare. Totalt deltog fem lag i serien, som till slut vanns av Wasa.
Deltagande lag:
- Leksand
- Bagarmossen
- Solna
- Wasa
- Skarpnäck

### Webbkällor
- Svenska Baseboll- och Softbollförbundet, Elitserien 1963-